# هالوارد املید
هالوارد املید (انگلیسی: Hallvard Aamlid؛ زاده ۲۵ ژانویه ۱۹۷۳) یکی از نمایندگان مجلس نروژ است. وی عضو حزب لیبرال این کشور است.